# JoAnn Falletta
 (août 2025).
Si vous disposez d'ouvrages ou d'articles de référence ou si vous connaissez des sites web de qualité traitant du thème abordé ici, merci de compléter l'article en donnant les références utiles à sa vérifiabilité et en les liant à la section « Notes et références ».
JoAnn Falletta (née le 27 février 1954 à New York) est une cheffe d'orchestre américaine.
Après des études à la Mannes School of Music et à la Juilliard School, elle commence une carrière de guitariste et de joueuse de mandoline auprès du Metropolitan Opera et de l'orchestre philharmonique de New York. Elle commence à diriger et reçoit plusieurs prix de direction d'orchestre.
Elle a dirigé l'orchestre symphonique de Virginie, avant d'être nommée directrice musicale de l'orchestre philharmonique de Buffalo en 1998, devenant la première femme à la tête d'un grand orchestre américain avant Marin Alsop.
Elle a reçu en 2002 le « Seaver/National Endowment for the Arts Conductors Award ».
Son répertoire très étendu et sa discographie très riche (une cinquantaine de disques depuis 1990) sont surtout consacrés à des compositeurs peu connus, avec une prédilection pour les musiques impressionniste et contemporaine : Lili Boulanger, Chen Yi, Jerome Moross, Elinor Armer (en), Charles Griffes, Kenneth Fuchs (en), Paul Schoenfield, Frederick Converse, Ernö Dohnányi, John Corigliano, André Mathieu, notamment.

## Discographie
- Florent Schmitt : La Tragédie de Salomé, Musique sur l'eau, Légende, Oriane et le Prince d'amour, Susan Platts, mezzo, Nikki Chooi, violon, Chœur de femmes et Orchestre philharmonique de Buffalo, dir. JoAnn Faletta. CD Naxos 2019 - 2020. Diapason d'or.